# Gaélicisation
La gaélicisation est un processus consistant en l'adoption, pour un peuple en particulier, de la langue gaélique mais également de coutumes propres à cette culture.

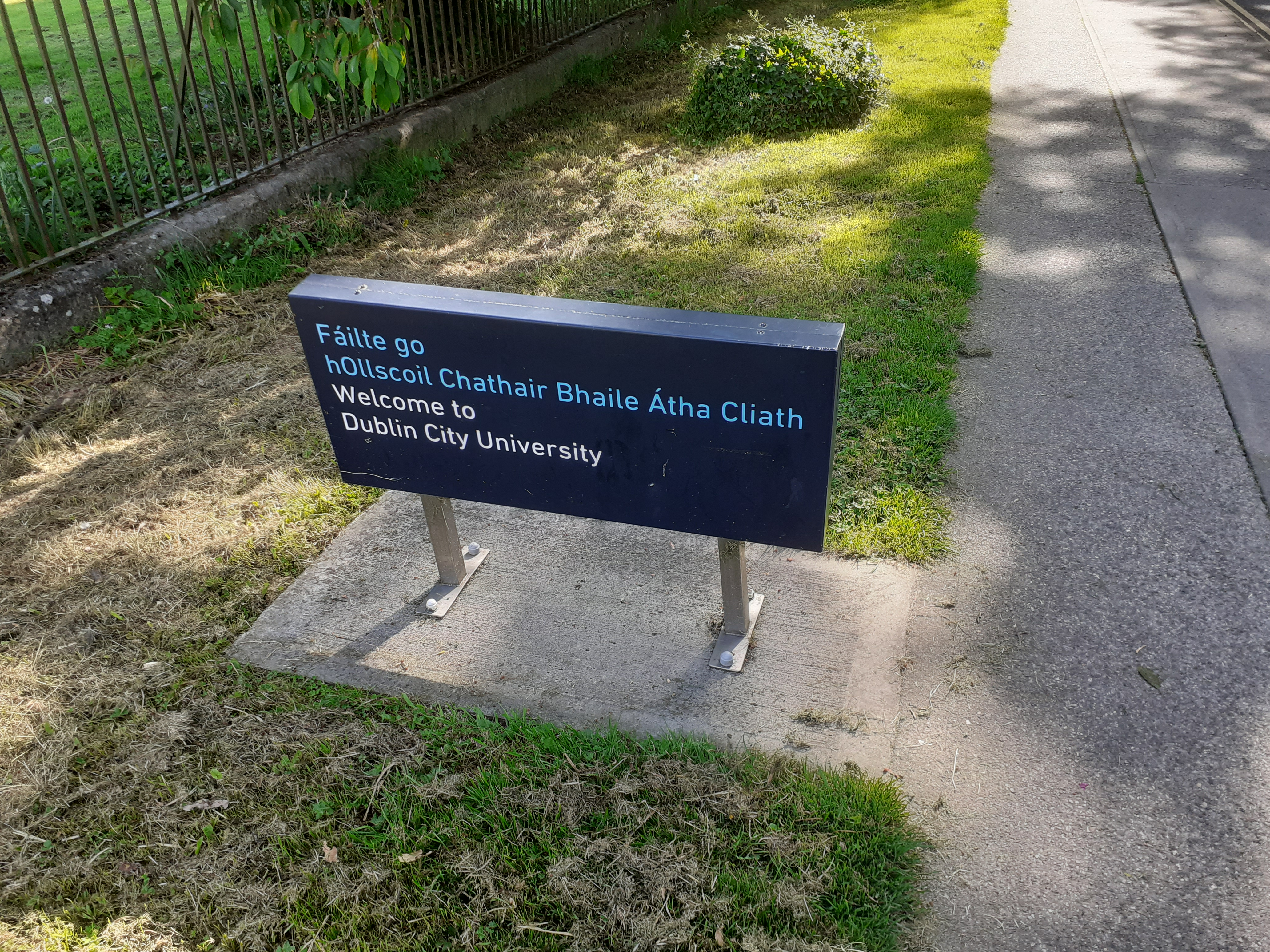
Signalisation bilingue anglais/gaélique en Irlande

Historiquement, ce processus se fit « naturellement », et fut le lot des Pictes, de beaucoup d'Hiberno-Normands et de Scoto-Normands, et surtout de tout le peuple qui allait être connu sous le nom de Norse-Gaels. 
Aujourd'hui, La gaélicisation est plus souvent un processus artificiel, particulièrement présent en Irlande où les noms de lieux, les prénoms et noms sont « gaélicisés » ou plus souvent « re-gaélicisés » afin d'éviter le déclin de la langue. 